# Lịch sử công nghiệp đá phiến dầu

Sản lượng đá phiến dầu (triệu tấn) của Estonia (mỏ Estonia), Nga (mỏ Leningrad và Kashpir), Vương quốc Anh (Scotland, Lothians), Brazil (hệ tầng Irathí), Trung Quốc (mỏ Mậu Danh và Phú Thuận), và Đức (Dotternhausen) từ 1880 đến 2000.

Lịch sử của ngành công nghiệp đá phiến dầu khởi đầu từ thời tiền sử. Việc sử dụng đá phiến dầu trong công nghiệp hiện đại để chiết tách dầu bắt đầu vào giữa thế kỷ 19 và bắt đầu phát triển chỉ trước Thế chiến thứ 2 do các động cơ, xe tải tiêu thụ mạnh sản phẩm dầu hỏa mà nguồn cung cấp này lại thiếu hụt. Giữa hai kỳ Thế chiến các dự án đá phiến dầu đã bắt đầu thực hiện ở một số quốc gia nhưng sau Thế chiến thứ 2 công nghiệp đá phiến dầu bị dừng lại ở hầu như tất cả các quốc gia do chi phí xử lý cao và sự phát hiện ra các nguồn cung cấp dầu thô lớn lại dễ thu hồi. Đến năm 2009, đá phiến dầu được đưa vào thương mại ở Estonia, Trung Quốc và Brazil trong khi một số quốc gia đang xem xét để bắt đầu hoặc khôi phục lại ngành công nghiệp này.

## Trước công nghiệp
Vào thời kỳ tiền sử, đá phiến dầu được con người sử dụng làm nhiên liệu trực tiếp. Họ còn sử dụng nó trong trang trí và xây dựng. Đến thời đại đồ sắt, người Anh đánh bóng nó và nắn nó thành đồ trang sức. Khoảng năm 3000 TCN, "dầu đá" được sử dụng làm đường và chất keo xây dựng ở Lưỡng Hà. Với tư cách là nguyên liệu, đá phiến dầu được sử dụng để trang trí khảm và sàn nhà tại Hy Lạp, La Mã thời Byzantine, Omeyyad và Abbasid
Dầu đá phiến được sử dụng làm dược liệu và phục vụ các mục đích quân sự.